# Grande Prêmio da África do Sul de 1963
Resultados do Grande Prêmio da África do Sul de Fórmula 1 realizado em East London à 28 de dezembro de 1963. Décima e última etapa da temporada, a prova foi vencida pelo britânico Jim Clark.

## Classificação da prova
| Pos. | Nº | Piloto                  | Construtor      | Voltas | Tempo/Diferença      | Grid | Pontos |
| ---- | -- | ----------------------- | --------------- | ------ | -------------------- | ---- | ------ |
| 1    | 1  | Jim Clark               | Lotus-Climax    | 85     | 2:10:36.9            | 1    | 9      |
| 2    | 9  | Dan Gurney              | Brabham-Climax  | 85     | + 1:06.8             | 3    | 6      |
| 3    | 5  | Graham Hill             | BRM             | 84     | + 1 volta            | 6    | 4      |
| 4    | 10 | Bruce McLaren           | Cooper-Climax   | 84     | + 1 volta            | 9    | 3      |
| 5    | 4  | Lorenzo Bandini         | Ferrari         | 84     | + 1 volta            | 5    | 2      |
| 6    | 12 | Jo Bonnier              | Cooper-Climax   | 83     | + 2 voltas           | 11   | 1      |
| 7    | 11 | Tony Maggs              | Cooper-Climax   | 82     | + 3 voltas           | 10   |        |
| 8    | 2  | Trevor Taylor           | Lotus-Climax    | 81     | + 4 voltas           | 8    |        |
| 9    | 19 | John Love               | Cooper-Climax   | 80     | + 5 voltas           | 13   |        |
| 10   | 14 | Carel Godin de Beaufort | Porsche         | 79     | + 6 voltas           | 20   |        |
| 11   | 16 | Doug Serrurier          | LDS-Alfa Romeo  | 78     | + 7 voltas           | 18   |        |
| 12   | 23 | Trevor Blokdyk          | Cooper-Maserati | 77     | + 8 voltas           | 19   |        |
| 13   | 8  | Jack Brabham            | Brabham-Climax  | 70     | Spun Off             | 2    |        |
| 14   | 21 | Brausch Niemann         | Lotus-Ford      | 66     | + 19 voltas          | 15   |        |
| Ret  | 18 | Peter de Klerk          | Alfa Romeo      | 53     | Câmbio               | 16   |        |
| Ret  | 22 | David Prophet           | Brabham-Ford    | 49     | Pressão do óleo      | 14   |        |
| Ret  | 3  | John Surtees            | Ferrari         | 43     | Motor                | 4    |        |
| Ret  | 6  | Richie Ginther          | BRM             | 43     | Semieixo             | 7    |        |
| Ret  | 7  | Ernie Pieterse          | Lotus-Climax    | 3      | Motor                | 12   |        |
| Ret  | 20 | Sam Tingle              | LDS-Alfa Romeo  | 2      | Semieixo             | 17   |        |
| DNS  | 15 | Paddy Driver            | Lotus-BRM       |        | Acidente nos treinos | 21   |        |
| WD   | 17 | Neville Lederle         | Lotus-Climax    |        | Piloto machucado     |      |        |
| WD   |    | Mike Hailwood           | Lola-Climax     |        |                      |      |        |

## Tabela do campeonato após a corrida
|   | Pos. | Piloto         | Pontos  |
| - | ---- | -------------- | ------- |
|   | 1    | Jim Clark      | 54 (73) |
| 1 | 2    | Graham Hill    | 29      |
| 1 | 3    | Richie Ginther | 29 (34) |
|   | 4    | John Surtees   | 22      |
| 2 | 5    | Dan Gurney     | 19      |

|   | Pos. | Construtor     | Pontos  |
| - | ---- | -------------- | ------- |
|   | 1    | Lotus-Climax   | 54 (74) |
|   | 2    | BRM            | 36 (45) |
| 1 | 3    | Brabham-Climax | 28 (30) |
| 1 | 4    | Ferrari        | 26      |
|   | 5    | Cooper-Climax  | 25 (26) |

- Nota: Somente as primeiras cinco posições estão listadas. Apenas os seis melhores resultados, dentre pilotos ou equipes, eram computados visando o título. Neste ponto esclarecemos: na tabela dos construtores figurava somente o melhor colocado dentre os carros de um time. No presente caso, os campeões da temporada surgem grafados em negrito.